# Henry Eric Dolan
Henry Eric Dolan (ur. 20 stycznia 1896 w St. Leonards, zm. 12 maja 1918 w Wulverghem) – angielski asów myśliwskich okresu I wojny światowej. Odniósł 7 zwycięstw powietrznych.
Henry Eric Dolan był synem Alfreda Dolana. Służbę rozpoczął w artylerii. 
Na własną prośbę został przydzielony do lotnictwa Royal Flying Corps. Na przełomie 1917/1918 roku przeszedł szkolenie lotnicze i został przydzielony do No. 74 Squadron RAF jednostki myśliwskiej operującej na terytorium Francji.
W jednostce pierwsze zwycięstwo powietrzne odniósł 12 kwietnia 1918 roku nad niemieckim samolotem myśliwskim Albatros D.V. W ciągu niespełna miesiąca odniósł 7 potwierdzonych zwycięstw powietrznych, w tym dwa wspólnie z Edward Mannockiem.
12 maja w czasie kolejnego lotu bojowego został zestrzelony i zginął w wyniku odniesionych ran przez as niemieckiego z Jasta 20 Ravena von Barnekow. Został pochowany na cmentarzu w Kemmel La Laiterie Military Cemetery.